# Cornelius Borck
Cornelius Borck (* 1965 in Hamburg) ist ein deutscher Wissenschaftshistoriker und Medizinphilosoph.

## Leben
Von 1984 bis 1994 studierte Borck Medizin, Philosophie, Religionswissenschaften und Medizingeschichte in Hamburg, Heidelberg und Berlin. 1993 legte er die ärztliche Prüfung in Berlin ab. 1994 erhielt er den Magister Artium in Philosophie. 1995 wurde er mit einer Arbeit über „humane Retroviren“ zum Dr. med. promoviert.
1994–1996 absolvierte er ein Forschungsstudium der Neurowissenschaften in der Neuronal Networks Group am Department of Physiology and Biophysics, St. Mary’s Hospital Medical School, Imperial College London, London, Großbritannien, das er 1996 mit einem Ph.D. abschloss. 1996–1998 arbeitete er als Postdoc am Graduiertenkolleg zu dem Thema „Genese, Strukturen und Folgen von Wissenschaft und Technik“ am Institut für Wissenschafts- und Technikforschung der Universität Bielefeld, wo er mit seinen Forschungen zur Kulturgeschichte der Elektroenzephalographie begann.
2001–2002 war er als Wissenschaftlicher Mitarbeiter am Institut für Geschichte der Medizin im Zentrum für Human- und Gesundheitswissenschaften der Berliner Hochschulmedizin tätig. 2003 habilitierte er für das Fach Medizin- und Wissenschaftsgeschichte an der Freien Universität Berlin mit der Arbeit Hirnströme: Eine Kulturgeschichte der Elektroenzephalographie.
2004–2007 war er Associate Professor und Canada Research Chair in Philosophy and Language of Medicine, Department of Social Studies of Medicine & Department of Art History and Communication, McGill University, Montreal, Kanada. Seit Sommer 2007 ist er Professor für Geschichte, Theorie und Ethik der Medizin und Naturwissenschaften und Direktor des Instituts für Medizingeschichte und Wissenschaftsforschung, Universität zu Lübeck. Seit 2011 ist er Sprecher des Zentrums für Kulturwissenschaftliche Forschung Lübeck (ZKFL).
Von 2008 bis 2018 war er Herausgeber der Berichte zur Wissenschaftsgeschichte. 2016 wurde er zum Mitglied der Akademie der Wissenschaften in Hamburg gewählt und 2023 wurde er als Mitglied der Sektion Wissenschafts- und Medizingeschichte in die Nationale Akademie der Wissenschaften Leopoldina aufgenommen.

## Forschungsschwerpunkte
Einen Schwerpunkt seiner wissenschaftlichen Forschungen bildet die Geschichte der Hirnforschung im gesellschaftlichen Kontext zwischen Medientechnik und Neurophilosophie. Im Zentrum stehen dabei die Erforschung der Aktivität des Gehirns durch graphische und bildgebende Verfahren (z. B. Elektroenzephalographie (EEG), Magnetresonanztomografie (MRT) bzw. die davon abgeleitete funktionelle Magnetresonanztomografie (fMRT)) und deren wissenschaftlichen, kulturellen und soziopolitischen Auswirkungen.
Darüber hinaus beschäftigt er sich allgemein mit medizinischen Visualisierungsstrategien und ihren medialen Implikationen für Forschung und Gesellschaft – bis in den Bereich der Kunst oder die Debatten um Corona und Fake Science. Er untersucht, inwiefern die gesellschaftlichen Konstellationen und kulturellen Kontexte das medizinische Wissen und das menschliche Selbstverständnis prägten und prägen. Es geht bei diesem Projekt darum eine Epistemologie des Experimentierens zu entwickeln, mit der die so oft nur behauptete Allianz von Wissenschaft, Gesellschaft und Kunst tatsächlich an der Basis ihrer materiellen bzw. medialen Praktiken analysiert und zusammengeführt werden kann.
Im Bereich der Medizinphilosophie hat er vor allem zur Entstehung und Epistemologie der Evidenzbasierten Medizin (EBM) als pragmatische Wende einer naturwissenschaftlich begründeten Medizin gearbeitet und befasst sich aktuell mit dem Aufkommen einer sogenannten Präzisionsmedizin.
Seit seiner Zeit an der Bauhaus Universität Weimar beschäftigt sich Borck außerdem mit der Geschichte der Psyche im Kontext der Humanwissenschaften und der Geschichte der Psychiatrie. Im Auftrag des Landes Schleswig-Holstein hat er Leid und Unrechtserfahrungen in psychiatrischen Kliniken und Einrichtungen der Behindertenhilfe in der Nachkriegszeit aufgearbeitet.

## Veröffentlichungen (Auswahl)
- Zur Zukunft der Wissenschaftsgeschichte. Berichte zur Wissenschaftsgeschichte. 41(4): 317-500, 2018 (hg. Special Issue)
- Wahrheit, Wirklichkeit und die Medien der Aufklärung. Zeitschrift für Medien- und Kulturforschung. 9(2): 161-183, 2018.
- Medizinphilosophie: zur Einführung. Junius. Hamburg 2016, zweite Auflage 2021.
- Das Psychiatrische Aufschreibesystem: Herausgegeben gemeinsam mit Armin Schäfer, Fink Paderborn 2015.
- Hans Blumenberg beobachtet. Wissenschaft, Technik und Philosophie. Cornelius Borck (Hrsg.), Alber, Freiburg/München 2013, zweite Auflage 2014.
- Psychographien. Herausgegeben gemeinsam mit Armin Schäfer, diaphanes, Berlin & Zürich 2006.
- Hirnströme. Eine Kulturgeschichte der Elektroenzephalographie. Wallstein Verlag, Göttingen 2005, zweite Auflage 2015, englische Übersetzung Brainwaves. A Cultural History of Electroencephalography. 2018.
- Maß und Eigensinn. Studien im Anschluß an Georges Canguilhem. Herausgegeben gemeinsam mit Volker Hess & Henning Schmidgen, Fink Verlag, München 2005.
- Anatomien medizinischen Wissens. Fischer Taschenbuch Verlag, Frankfurt am Main 1996.